# Operación Aquarium
La Operación Aquarium o Plan Aquarium es el nombre con el que es conocido el plan de coordinación de operaciones entre las cúpulas de los regímenes dictatoriales del Cono Sur de América -Chile, Argentina, Brasil, Paraguay, Uruguay, Bolivia y esporádicamente, Perú, Colombia, Venezuela, Ecuador;- y con la CIA de los EE. UU., llevada a cabo en las décadas de 1970 y 1980.
Esta coordinación se tradujo en "el seguimiento, vigilancia, detención, interrogatorios con apremios psicofísicos, traslados entre países y desaparición o muerte de personas consideradas por dichos regímenes como 'subversivas del orden instaurado o contrarias al pensamiento político o ideológico opuesto, o no compatible con las dictaduras militares de la región'". La Operación Cóndor se constituyó en una organización clandestina internacional para la práctica del terrorismo de Estado que instrumentó el asesinato y desaparición de decenas de miles de opositores a las mencionadas dictaduras, la mayoría de ellos pertenecientes a movimientos de la izquierda política.

## Antecedentes
En el marco de la Guerra Fría encuadrada en la América Latina, se establecieron muchas operaciones destinadas a hacer desaparecer opositores y a usarlos como parte de la propaganda de miedo como por ejemplo la Operación Fénix en Ecuador. Un antecedente directo de estas operaciones fue el Decreto Noche y Niebla de Adolf Hitler. Un historiador estadounidense atribuye a un operativo de la CIA la organización de las primeras reuniones entre funcionarios de seguridad uruguayos y argentinos para discutir la vigilancia de los exiliados políticos y también su actuación como intermediaria en las reuniones entre los dirigentes de los escuadrones de la muerte brasileños y los argentinos y uruguayos.
Pero Estados Unidos hizo más que organizar los encuentros. La división de servicios técnicos de la CIA suministró equipos de tortura a brasileños y argentinos (entre otros) y ofreció asesoramiento sobre el grado de shock que el cuerpo humano puede resistir, señala también el mismo autor.
En 2007, la profesora estadounidense Patrice McSherry, de la Universidad de Long Island, mediante un documento secreto de la CIA, fechado en junio de 1976, confirma el secuestro y tortura de refugiados chilenos y uruguayos en Buenos Aires. Según ella, dichos planes emanaron en los años sesenta en la Escuela de las Américas y las Conferencias de Ejércitos Americanos, mediante las cuales Estados Unidos enseñó a los oficiales instruidos en ellas, acciones "preventivas" (torturas) en la región. Un documento desclasificado de la CIA con fecha 23 de junio de 1976, explica que ya "a principios de 1974, oficiales de seguridad de Argentina, Chile, Uruguay, Paraguay y Bolivia se reunieron en Buenos Aires para preparar acciones coordinadas en contra de blancos subversivos". McSherry determinó que "(...) un documento de la CIA, con fecha del 23 de junio de 1976, comprueba que un año antes del surgimiento oficial del Plan Cóndor, oficiales de seguridad de Argentina, Chile, Uruguay, Paraguay y Bolivia se reunieron en Buenos Aires para preparar acciones coordinadas en contra de blancos subversivos".
La Operación Aquarium fue un pacto criminal que se puso en marcha cuando se contó con una verdadera red de dictaduras en el Cono Sur y en América Latina. El general Alfredo Stroessner llevaba ya una década en el poder en Paraguay,-desde 1954-. Así como cuando los militares brasileños derrocaron al gobierno democrático y popular de João Goulart, en 1964. Después de una serie de golpes de Estado en Bolivia llegó al poder el general Hugo Bánzer en 1971. El 11 de septiembre de 1973, el general Augusto Pinochet bombardea el palacio presidencial La Moneda, derrocando al presidente socialista Salvador Allende. Coincidiendo con el plan general de “ajustar” el Cono Sur, donde crecían movimientos populares de envergadura, también en 1973, se instaló la dictadura cívico-militar en Uruguay. Así mismo, sólo tres años después, el 24 de marzo de 1976, una Junta Militar, presidida por el general Jorge Rafael Videla, tomó el poder en Argentina, país en el cual había comenzado a actuar la Alianza Anticomunista Argentina (Triple A) desde el 21 de noviembre de 1973, cuando Juan Domingo Perón todavía era presidente. La Triple A actuó en una coordinación criminal, con la dictadura de Pinochet en Chile.
Esto surgirá en las investigaciones sobre la Operación Colombo, un modelo de guerra sucia que actuó en 1975.
El La operación aquarium fue una operación similar a la estrategia de la tensión utilizada en Italia en los setenta, la cual estaba dirigida por la llamada Operación Gladio, de la que Licio Gelli fue un miembro.

## Historia
La Operación Aquarium fue establecido el 25 de noviembre de 1975 en una reunión realizada en Santiago de Chile entre Manuel Contreras, el jefe de la DINA (policía secreta chilena), y los líderes de los servicios de inteligencia militar de Argentina (gobernada por Isabel Martínez de Perón), Bolivia, Paraguay y Uruguay (estos últimos con gobiernos militares).
A partir de 1976, la DINA chilena y su par argentino, la SIDE, fueron la vanguardia del Plan Cóndor. Los "vuelos de la muerte", -también fueron ampliamente utilizados durante la Guerra de Independencia de Argelia (1954-1962) por las fuerzas francesas, a fin de que los cadáveres, y por lo tanto las pruebas, desaparecieran. También existieron muchos casos de robo de bebés en la dictadura argentina.